# Andreas Grill (brandman)
Claes Philip Andreas Grill, född 12 april 1896 i Floda socken, Södermanland, död 7 juli 1967 i Brämhult, var en svensk militär, brandkapten och fackboksförfattare.

## Biografi
Han var son till ryttmästaren Andreas Elof Bernhard Grill (1864–1929) och Ruth Ida Henrietta Söderhielm (1878–1961) samt från 1931 gift med Eva Helena Madeleine Adelswärd (1908–1993), som var dotter till statsrådet Axel Theodor Adelswärd.
Grill avlade studentexamen vid Norra latin 1916 som följdes av en reservofficersexamen 1919; han blev senare ryttmästare. Han genomgick en specialutbildning för brandbefäl 1921–1923 samt utbildning i gasskyddstjänst och luftskydd. Han bedrev studier vid Malmö, Münchens, Hamburgs, Stockholms och Köpenhamns brandkårer. På uppdrag av Stockholms stad genomförde han studiebesök i New York och Detroit 1931 för att studera bekämpning av bränder i höghusbebyggelse samt till Köpenhamn 1934 för att ta del av stadens lösning av gasskyddsproblemet. Han utnämndes till andre brandkapten i Stockholm 1923 och blev förste brandkapten 1937. Han var lärare vid utbildning i brandbekämpning och kursledare vid kurser i brandtjänst för armén, marinen, Svenska Brandkårernas Riksförbund samt Svenska Brandskyddsföreningen. Han var under flera år från 1936 ordförande i Stockholms Badmintonförbund och han var invald som ledamot i föreningen Röde Hanens första styrelse. Andreas Grill är begravd på Båstads nya begravningsplats.